# Cristina Comencini
Cristina Comencini, född 8 maj 1956 i Rom, är en italiensk filmregissör och författare. Hennes La bestia nel cuore ('Vilddjuret i hjärtat') från 2005 nominerades både till Guldlejonet och till Oscar för bästa utländska film.

## Biografi
Cristina Comencini är dotter till filmregissören Luigi Comencini. Efter studier i nationalekonomi inledde hon sin karriär inom filmbranschen genom att arbeta med faderns filmer bland annat som manusförfattare.
År 1996 hade hennes film Gå dit hjärtat leder dig premiär. År 2005 hade La bestia nel cuore premiär, filmen är en filmatisering av Comencinis roman med samma namn från 2004. Filmen fick gott mottagande och nominerades till Guldlejonet såväl som till en Oscar för bästa utländska film. Även Quando la notte från 2011 är en filmatisering av hennes egen roman. Hon har uppmärksammats för att skriva starka kvinnliga roller.

## Filmografi i urval
- 1988 – Zoo
- 1990 – I divertimenti della vita privata
- 1993 – La fine è nota
- 1996 – Gå dit hjärtat leder dig
- 1998 – Matrimoni
- 2000 – Liberate i pesci!
- 2002 – Il più bel giorno della mia vita
- 2005 – La mia mano destra
- 2005 – La bestia nel cuore
- 2008 – Bianco e nero
- 2011 – Quando la notte
- 2015 – Latin Lover